# Микуличин (станція)
Мику́личин — проміжна залізнична станція Івано-Франківської дирекції Львівської залізниці на неелектрифікованій лінії Делятин — Ділове між станціями Яремче (10 км) та Ворохта (16 км). Розташована в однойменному селі Надвірнянського району Івано-Франківської області.

## Історія
Станція відкрита у 1865 році.

## Пасажирське сполучення
На станції Микуличин зупиняються поїзди приміського сполучення Коломия — Ділове та поїзди далекого сполучення.